# Chen Daoming
Dans ce nom chinois, le nom de famille, Chen, précède le nom personnel.
Chen Daoming est un acteur chinois.

## Filmographie

### Cinéma
- 1983 : Un et Huit
- 1984 : Jin ye you bao feng xue : Tieqiang Cao
- 1988 : Ba qi zi di
- 1989 : Xi tai hou : Emperor Tongzhi
- 1995 : Tao hua man tian hong : Man Tianhong
- 1999 : Wo de 1919 : Gu Weijun
- 2002 : Hero : Le roi (en tant que Chen Dao Ming)
- 2003 : Infernal Affairs III : Inspecteur Shen Chen (en tant que Chen Dao Ming)
- 2005 : Wo xin fei xiang : Xu
- 2009 : Ci ling : Maître Hua
- 2009 : Jian guo da ye : Yan Jinwen
- 2010 : Tremblement de terre à Tangshan : Wang Deqing (Deng's Foster Father)
- 2011 : Jian dang wei ye : Gu Weijun
- 2012 : Yi jiu si er : Chiang Kai-shek
- 2014 : Coming Home : Lu Yanshi
- 2018 : Les Sentinelles du Pacifique (Air Strike) de Xiao Feng : chef de la City Defense

### Télévision

#### Séries télévisées
- 1988 : Mo dai huang di : Aisin-Gioro Puyi
- 1990 : Wei cheng : Fang Hongjian
- 1995 : Yi di ji mao : Xiao Lin
- 1999 : Mr. Ma & Son : Ma Ze Ren
- 2000 : Shao nian bao qing tian : Ba Xian Wang
- 2001 : Kang Xi di guo : Kang Xi
- 2004 : Dong Zhi : Yiping Chen
- 2005 : Zhong Guo shi li hun : Song Jian Ping
- 2007 : Wo xin chang dan : Gou Jian (2007)
- 2010 : Shou ji : Fei Mo
- 2017 : Wo de qian ban sheng : Zhuo Jian-Qing